# تشارلز ارين غريني
تشارلز ارين غريني (بالإنجليزية: Charles Warren Greene)‏ هو صحفي أمريكي، ولد في 1840، وتوفي في 1920.